# Терморадіаційна сушарка
Терморадіаційні сушарки знайшли застосування для висушування волокнистих матеріалів, штучних і натуральних шкір, прогумованих тканин та ін. 
У таких сушарках необхідне для процесу тепло підводиться до матеріалу, що висушується, за допомогою променистого (радіаційного) теплообміну у вигляді випромінювання з довжиною хвиль 0,6—340 мкм. Енергія інфрачервоного випромінювання при попаданні на поверхню висушуваного матеріалу перетворюється в теплову енергію, під дією якої відбувається сушіння. При терморадіаційному сушінні в основному видаляють поверхневу вологу з матеріалу, звичайно переміщуваного на конвеєрному транспортері, або висушуваний матеріал являє собою стрічку. Терморадіаційне сушіння використовують також при сушінні лакофарбових покрить, що наносяться на великогабаритні вироби (наприклад, корпуси автомобілів та машин).
Як теплові випромінювачі застосовують лампи спрямованого інфрачервоного випромінювання або випромінюючі тепло керамічні панелі — блоки, нагріті до 600—800 оС електричними спіралями або газовими пальниками безполуменевого горіння. Потужність теплового потоку при терморадіаційному сушінні досить значна, що дозволяє досягти швидкості випаровування вологи у багато разів перевищуючу швидкість випарювання при конвективному або контактному сушінні.